# Reo (mitología)
En la mitología griega, Reo (en griego antiguo: Ῥοιώ, Ῥoiṓ) era hija de Estáfilo y Crisótemis.
Se convirtió en una amante de Apolo, y por él fue madre de Anio. Cuando su padre descubrió su embarazo, creyó que estaba embarazada por un hombre en lugar de un dios, y la arrojó al mar (paralelos con Dánae y Perseo). Reo cayó en la isla de Delos, isla consagrada a Apolo, y allí dio a luz a un hijo, lo llamó Anio (del griego ἀνιάομαιἀνιάομαι, "sufrir"), al nacer lo colocó en el altar de Apolo y oró a dios para que el bebé estuviese mejor protegido si era de él. Apolo oculta al niño durante un tiempo, en su crecimiento, él fue su protector, y le enseñó el arte de la adivinación y le concedió ciertos dones.
Reo finalmente se casó con Zárex, hijo de Petreo y este a su vez de Caristo (o Carico). Zárex aceptó a Anio como suyo, y tuvo dos hijos más con él.  Más tarde, Anio devino en sacerdote de Apolo y prestó ayuda a Eneas y su séquito cuando viajaron de Troya a Roma.
Algunas fuentes mencionan a Reo como madre de Jason con Eson. En la actualidad, un género de plantas lleva su nombre.